# Pedro Suinaga
Pedro Suinaga (* 5. April 1907; † 1. Oktober 1980) war ein mexikanischer Fußballspieler auf der Position des Verteidigers.

## Leben
Suinaga kam vor oder während der Saison 1926/27 zum Club América, mit dem er zweimal in Folge (1926/27 und 1927/28) die mexikanische Fußballmeisterschaft gewann.
Der talentierte Innenverteidiger schaffte schnell den Sprung in die mexikanische Nationalmannschaft, für die er im Rahmen des olympischen Fußballturniers 1928 beide Spiele für „El Tri“ gegen Spanien (1:7) und Chile (1:3) bestritt.

## Erfolge
- Mexikanischer Meister: 1926/27 und 1927/28